# Argumentum ad auctoritatem
Argumentum ad auctoritatem (łac. „argument do autorytetu”), również argumentum ad verecundiam (łac. „argument do nieśmiałości”) – pozamerytoryczny sposób argumentowania polegający na powoływaniu się na jakiś autorytet, którego druga strona nie uznaje lub z którym nie zgadza się w danej kwestii, ale nie śmie go zakwestionować wskutek skrępowania poczuciem szacunku lub obawą narażenia się na zarzut zarozumiałości.
Użycie argumentum ad verecundiam wywołuje tak zwany efekt autorytetu. Według Michaela LaBossiere'a cały proces ma następujący przebieg: 
1. Osoba A jest (deklaruje się, że jest) autorytetem w kwestii S.
2. Osoba A stawia twierdzenie C na temat S.
3. Zatem C jest prawdą.

Gdy osoba przywoływana jako autorytet w przedmiocie faktycznie nim nie jest, dochodzi do błędu poznawczego. Bardziej formalnie, jeśli osoba A nie ma kwalifikacji do stawiania rzetelnych twierdzeń na temat S, warunek do uznania C za prawdziwe nie będzie spełniony.

## Przykłady
- W dyskusji naukowej jedna strona powołuje się na autorytet: aktorów, publicystów, sportowców, celebrytów lub specjalistów z dziedzin innych, niż ta, o której strona się wypowiada (np. duchowny o fizyce lub przyrodnik o teologii), a adwersarz obawia się zanegować powszechnie uznawane autorytety.
- W dyskusji osoba A podaje stwierdzenie S, które neguje osoba B. Wtedy A powołuje się szeroko rozumiany "autorytet nauki" (np. "Tak mówi nauka!"), przez co B odrzuca swoje argumenty, aby nie zostać posądzonym o dotkliwy brak wiedzy. Chodzi oczywiście o zastosowanie samej frazy, niezależnie od tego, czy obok podano choćby szkielet argumentacji i źródła.
- Ipse dixit (łac. „on sam powiedział”[4]) – stwierdzenie używane przez zwolenników Arystotelesa na uzasadnienie swoich nauk, wcześniej stosowane (w wersji greckiej: autos epha) przez uczniów Pitagorasa[5].
- Eksperyment Milgrama – eksperyment psychologiczny, w którym nakłaniano badanych do świadomego zadawania cierpienia i stwarzania zagrożenia zdrowia innych, aby wykazać skłonność olbrzymiej większości osób do nieanalizowania słuszności decyzji podejmowanych przez autorytet[6].
- Kontrowersja Essjaya